# 노천 채굴

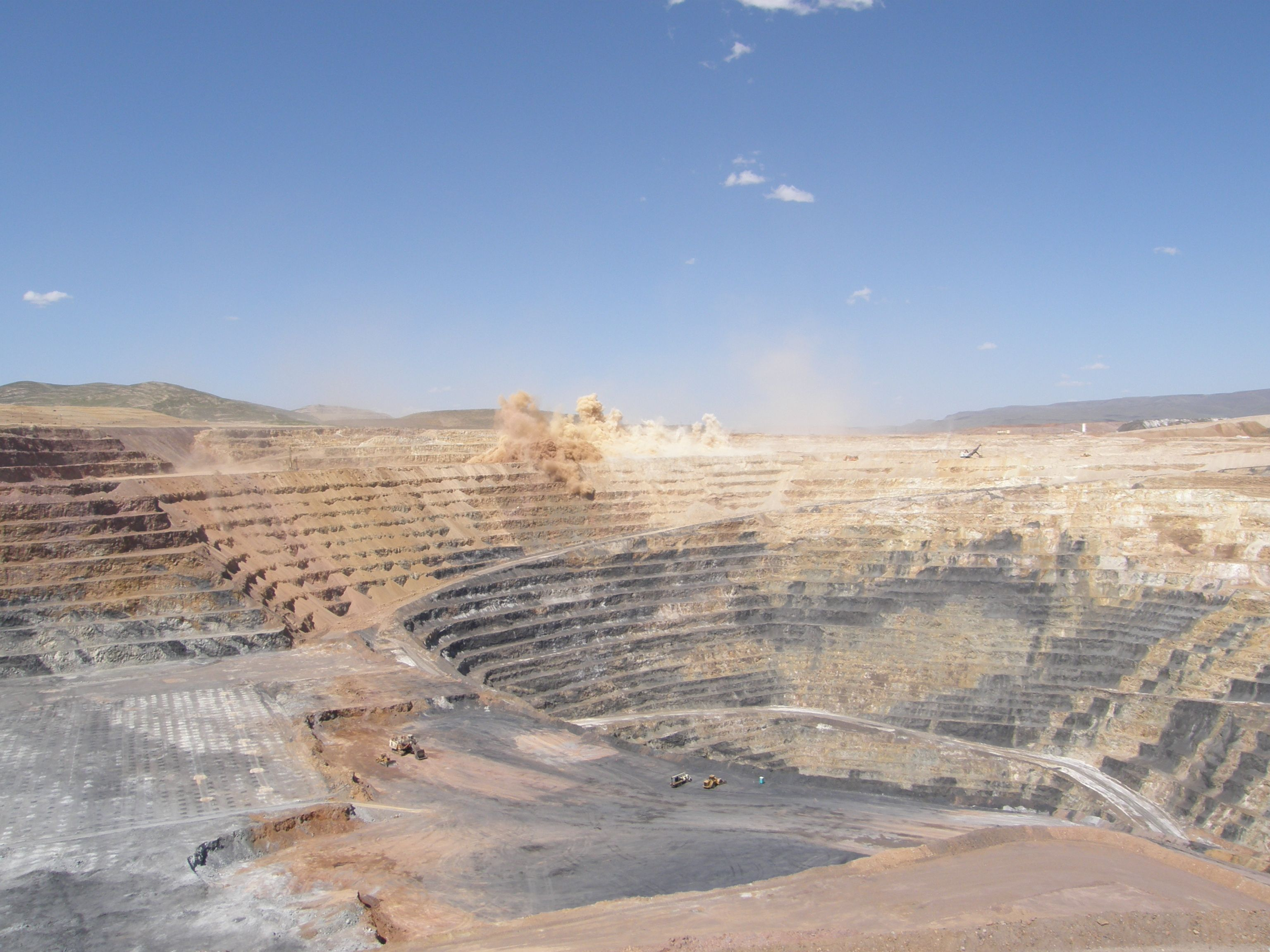
미국 네바다주에 있는 거대한 노천의 트윈 크릭 금광에서 암석이 채굴되고 있다. 굴착기의 규모(왼쪽)와 갱도 바닥이 보이지 않는다는 것을 주목하라.

노천 채굴(露天採掘)은 노천에서 암석이나 광물을 추출하는 채광 기술이다.

## 같이 보기
- 광업